# ヤーニス・チャクステ
ヤーニス・クリスタプス・チャクステ（ラトビア語: Jānis Kristaps Čakste、1859年9月14日 - 1927年3月14日）はラトビアの政治家、法曹。 1918年から1940年までのラトビア第一共和政における初代大統領を務めた。 ラトビア人民評議会議長（1918-1920年）、ラトビア憲法制定会議議長（1920-1922年）を経て1922年に大統領となり、5年後の1927年に現職のまま死去した。
姓の「チャクステ」は当時、ドイツ語式に"Tschakste"と綴られていた。また、ロシア語ではイヴァン・フリストフォロヴィチ・チャクステ（ロシア語: Иван Христофорович Чаксте）とも呼ばれ、このころ大正時代だった日本の文献には「イワン、チヤクステ」とも記載された。

## 生涯

### 若年期
1859年9月14日（ユリウス暦9月1日）、ロシア帝国クールラント（現ラトビア西部クルゼメ）のイェルガヴァ郡リエルセサヴァ教区に農家の子として誕生する。アンナ小学校とイェルガヴァ・ギムナジウムを出た後、1882年に23歳でモスクワ大学法学部に入学し、1886年に卒業した。大学ではクールラント・ゼムガレン公国について研究する傍ら、クリシュヤーニス・ヴァルデマールスらと交流し、1883年10月31日にラトビア学生協会（現在の学術団体「アウストルムス」）を設立。1885年に文芸雑誌「アウストルムス」の創刊に携わった。
大学卒業後は1886年にクールラント検察庁の秘書官となったが、官僚的な体制を嫌ってすぐに退職し、イェルガヴァで弁護士として生活する。1887年にイェルガヴァ・ラトビア協会の会長となり、イェルガヴァ農業アカデミー委員会、クルゼメ養蜂家協会やラトビア赤十字社において活動した。1889年より、クルゼメで最も普及した新聞「テーヴィヤ」（祖国）の編集者をしていた。 1891年、ユスティーネ・ヴェセレと結婚し、のちに9人の子が誕生する。 1895年にはイェルガヴァで開催された第4回ラトビア歌謡音楽祭の主催者の一人となり、1905年にラトビア自治計画に参加した。

### 国政進出

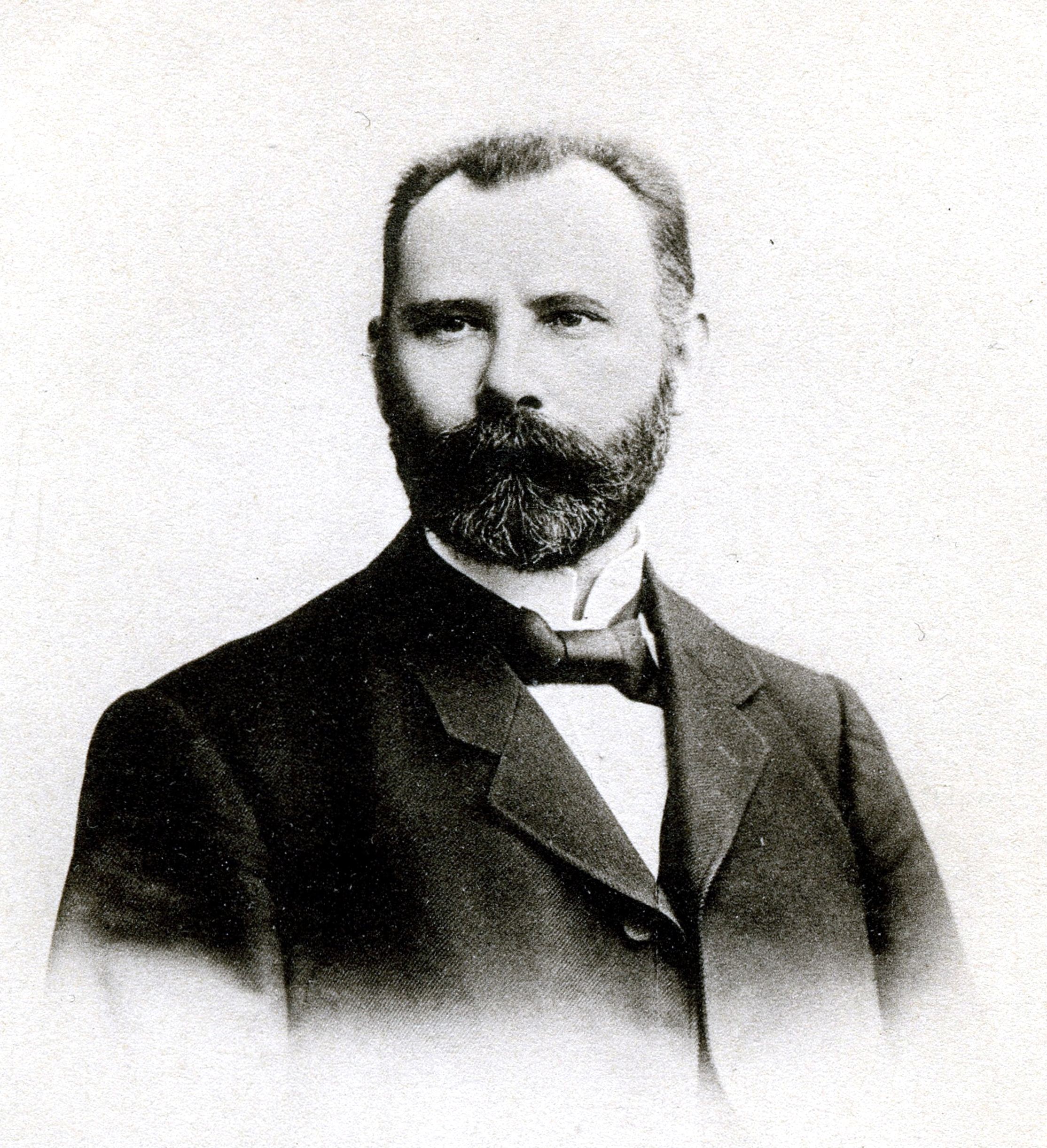
1906年のチャクステ

1906年、チャクステはロシア帝国議会下院（ドゥーマ）の立憲民主党議員に選出されたが、皇帝ニコライ2世により議会が解散させられると他の166人の議員とともにヴィボルグ宣言に署名し、議会の招集まで税金を納めず、徴兵を拒否することを市民に訴えた。 チャクステはこれにより政治犯として逮捕され、1908年夏に3か月間の獄中生活を送ることとなった。
1914年、第一次世界大戦が勃発するとドイツ軍の侵攻から逃れるため、チャクステは妻子と共に1915年にエストニアのタルトゥ（ドルパト）に移る。 戦争により40万人以上の難民が生じたため、ラトビア難民支援中央委員会の設立に参加し、副委員長となる。 1917年3月、ヴィリス・オラウス委員長の死後、後継の委員長となった。 チャクステはラトビア独立運動の一環としてアメリカ合衆国へ向かうことになったが、その途中スウェーデンのストックホルムに滞在している際、ロシア2月革命が起こったことにより、渡米を中止しストックホルムに留まることになる。 チャクステはそこで、„Die Letten und ihre Latwija: Eine lettische Stimme“ （ラトビア人と彼らのラトビア ― ラトビアの声）というドイツ語のパンフレットを著した。同年4月にクールラント県知事に選出され、10月にロシアのカザンに移住した。同月、ペトログラードにおいて設立されたラトビア暫定国民評議会(LPNP)では外交部門を担当した。
1918年11月18日、チャクステはラトビア人民評議会の議長に選出された。1919年のパリ講和会議ではラトビア代表団を率いた。また、1920年から1921年までラトビア大学の国際法教授を務めた。1924年9月28日には、大学から名誉博士号を授与されている。

### 初代大統領

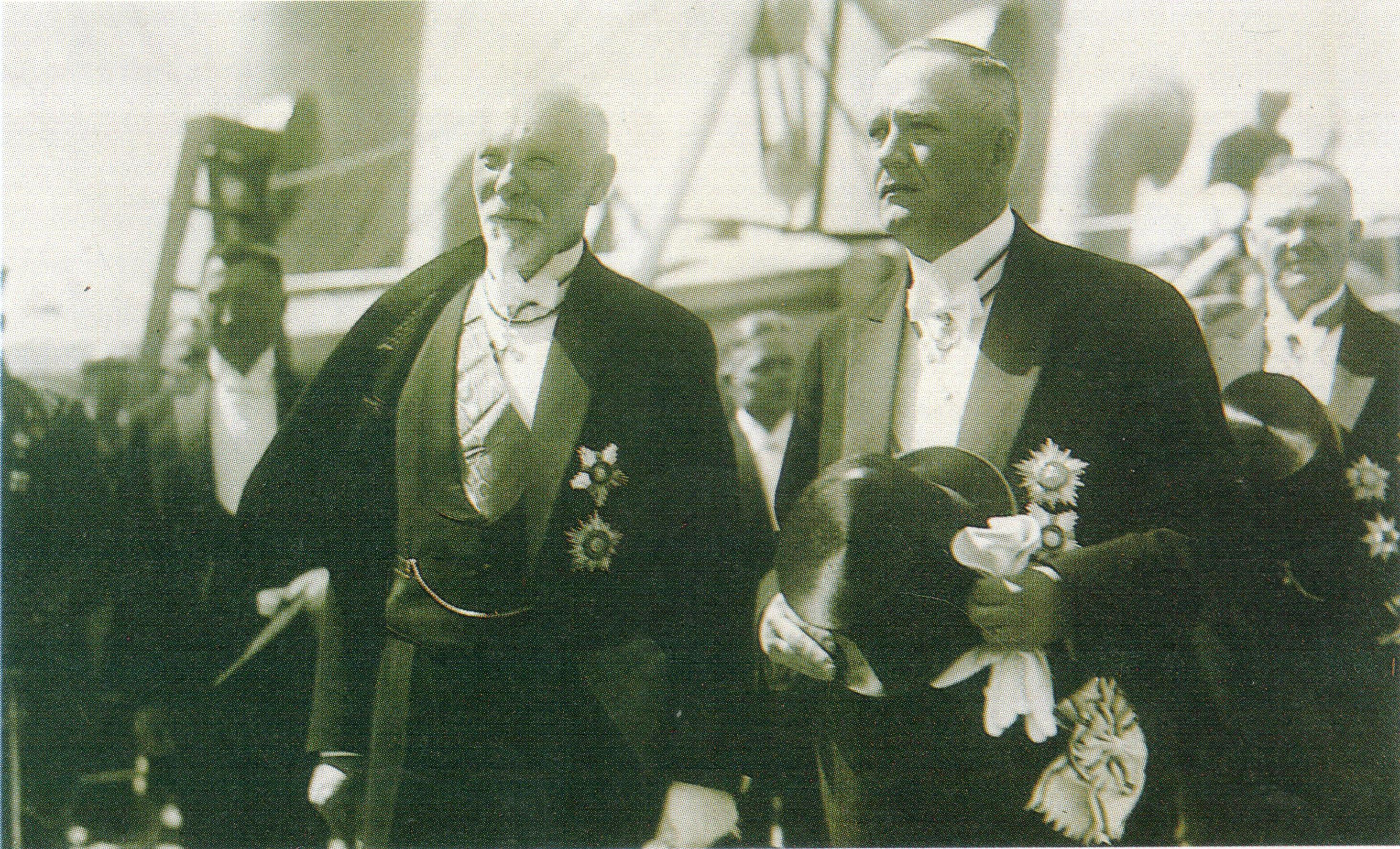
チャクステとフィンランドのレランデル大統領。 後方右側にフィンランドのエーミル・ネストル・セタラ外相

ラトビア共和国憲法が発効した1922年11月7日に、 第1回ラトビア議会（サエイマ）が開かれ、一週間後の11月14日に大統領選挙が実施されることとなった。 定数100人の議会において実施された投票において、チャクステは賛成92、棄権6で当選した。 3年後の1925年11月6日に実施された大統領選挙では第2回投票にて初代首相のカールリス・ウルマニスを60対31で下し再選された。
ラトビア大統領としての1922年11月14日から1927年3月14日までの4年4か月の任期中、内政においては議会が提出した402の法案を承認し、3つの法案については再審議を求めた。 また、549人の囚人に対して恩赦を与えた。外交においては、1925年2月23日から25日までエストニアのタリンを訪問し国老のユリ・ヤークソンと会談した。1926年5月15日から16日まではフィンランドのヘルシンキを訪問し、ラウリ・クリスティアン・レランデル大統領と会談した。
1927年3月14日、67歳で死去。 遺体はリガ森林墓地に埋葬された。3月27日にサエイマ議長のパウルス・カルニンシュが大統領代行となり、4月8日に議会において元人民評議会副議長でリガ市長のグスタウス・ゼムガルスが賛成73票、反対23票で新大統領に選出された。
1998年11月7日、スイスのユングフラウヨッホに創設された「Hall of Freedom」（自由の殿堂）において、ウィンストン・チャーチルやウッドロウ・ウィルソンなど100人の政治家・人権活動家の中にチャクステの名も記されている。
2022年9月14日、ラトビア共和国憲法制定100周年を記念し、チャクステの誕生日に「大統領広場」がイェルガヴァに設置された。
- イェルガヴァにあるチャクステの像。ラトビアの彫刻家アルタ・ドゥンペの作品。
- リガ森林墓地にあるチャクステの記念碑。彫刻家カールリス・ヤンソンスの作品。
- 1998年にラトビア郵便より発行されたチャクステの切手。
- 2019年11月29日、リガのバルト議会にあるチャクステの肖像の前に並ぶ各国政治家[注 6]。

## 家系

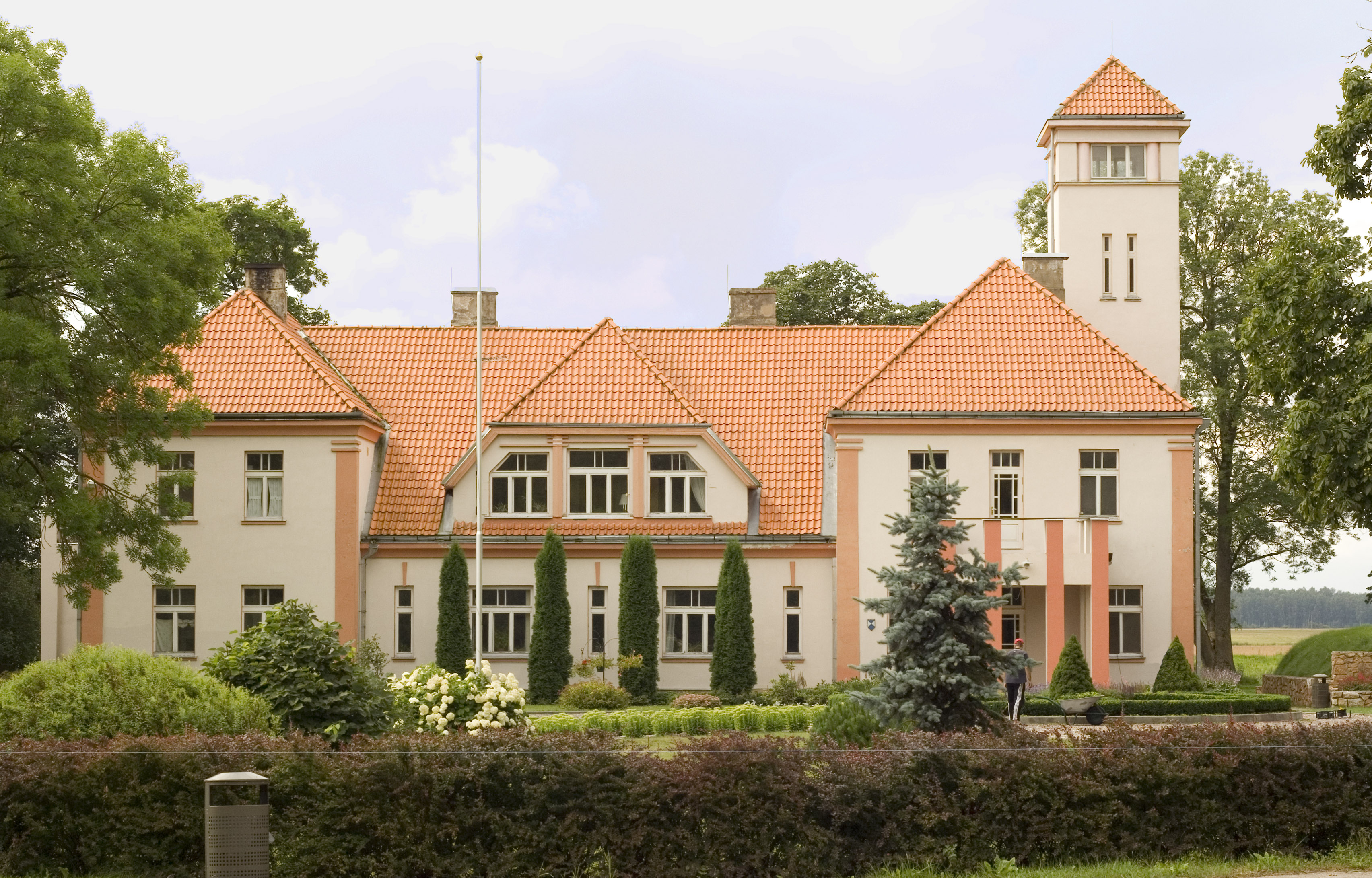
ヤーニス・チャクステ記念博物館「アウチ」（チャクステ一族が暮らした家）

ヤーニス・チャクステの父はクリシュヤーニス・チャクステ（1827年4月14日 - 1908年3月15日）、母はカロリーネ・マティルデ・チャクステ（旧姓ナルノフスカ、1835年2月1日 - 1902年3月19日）といった。祖父の世代はジルニスという姓を名乗っていた。
妻のユスティーネ・チャクステ（旧姓ヴェセレ、1870年11月28日 - 1954年4月28日）はリガの商人の娘でヤーニスとは1890年に出会い、翌年6月に結婚し、夫妻には5人の息子（ヴィスヴァルディス、ミンタウツ、ヤーニス・ゲディミンス、リンゴルツ、コンスタンティーンス）と4人の娘（ヤニーナ、アルドナ、マイガ、ダイラ）が誕生した。
5人の息子のうち、次男ミンタウツ・フリードリフス・アンドレイスはラトビア最高裁判所判事
、五男コンスタンティーンス・イェーカプス・マルギェルスは第二次世界大戦期にラトビア中央評議会議長を務めた。 四男のリンゴルツ・パウルス・ミケリスは医師となり、イェルガヴァ市立病院の感染症科長を務めた。
コンスタンティーンスの娘で、ヤーニスの孫であるアンナ・ユスティーネ・チャクステ＝ロリンズはラトビア大学財団において教育に関する慈善活動に携わる。曾孫のクリスティーネ・チャクステも、曾祖父の功績を現代へ伝える活動をおこなっている。